# Adoration (compositie)
Adoration is een compositie van Frank Bridge. Het is een lied en toonzetting op basis van het gedicht Asleep van John Keats. De eerste versie van het lied werd voltooid in november 1905, toen nog alleen voor zangstem en piano. Later in 1918 zou hij een versie schrijven voor tenor en orkest. Het werk kreeg haar eerste uitvoering samen met een aantal andere liederen van Bridge op 30 oktober 1918. Het is niet bekend of Frank het werk componeerde voor Ethel Sinclair, zijn latere echtgenote.
Adoration wordt gespeeld in Molto adagio – adagio ma non troppo – poco a poco animato – a tempo, largamente
Tekst:
Asleep! O sleep a little while, white pearl!
And let me kneel, and let me pray to thee,
And let me call Heaven’s blessing on thine eyes,
And let me breathe into the happy air,
That doth enfold and touch thee all about,
Vows of my slavery, my giving up,
My sudden adoration, my great love!

## Discografie
- Uitgave Chandos: BBC National Orchestra of Wales o.l.v. Richard Hickox met Philip Langridge, opname 2004